# Saint-Privat, Hérault
Saint-Privat là một xã thuộc tỉnh Hérault trong vùng Occitanie phía nam nước Pháp.